# Morgan Brian
Morgan Brian és una centrecampista de futbol amb 54 internacionalitats i 4 gols pels Estats Units, amb els que ha sigut campiona del món. Va ser nomenada millor jugadora de la NCAA al 2013 i 2014.

## Trajectòria
| Temporades    | Club                 | Títols | Selecció (fases finals)                                                             |
| ------------- | -------------------- | ------ | ----------------------------------------------------------------------------------- |
| 2011 - 2014 0 | Virginia Cavaliers 0 |        | Copa d'Or sub-20 2012 (campió) Mundial sub-20 2012 (campió) Copa d'Or 2014 (campió) |
| 2015 - act.   | Houston Dash         |        | Mundial 2015 (campió)                                                               |